# Philaeus raribarbis
Philaeus raribarbis är en spindelart som beskrevs av Denis 1955. Philaeus raribarbis ingår i släktet Philaeus och familjen hoppspindlar. Inga underarter finns listade i Catalogue of Life.